# Vụn bánh mì

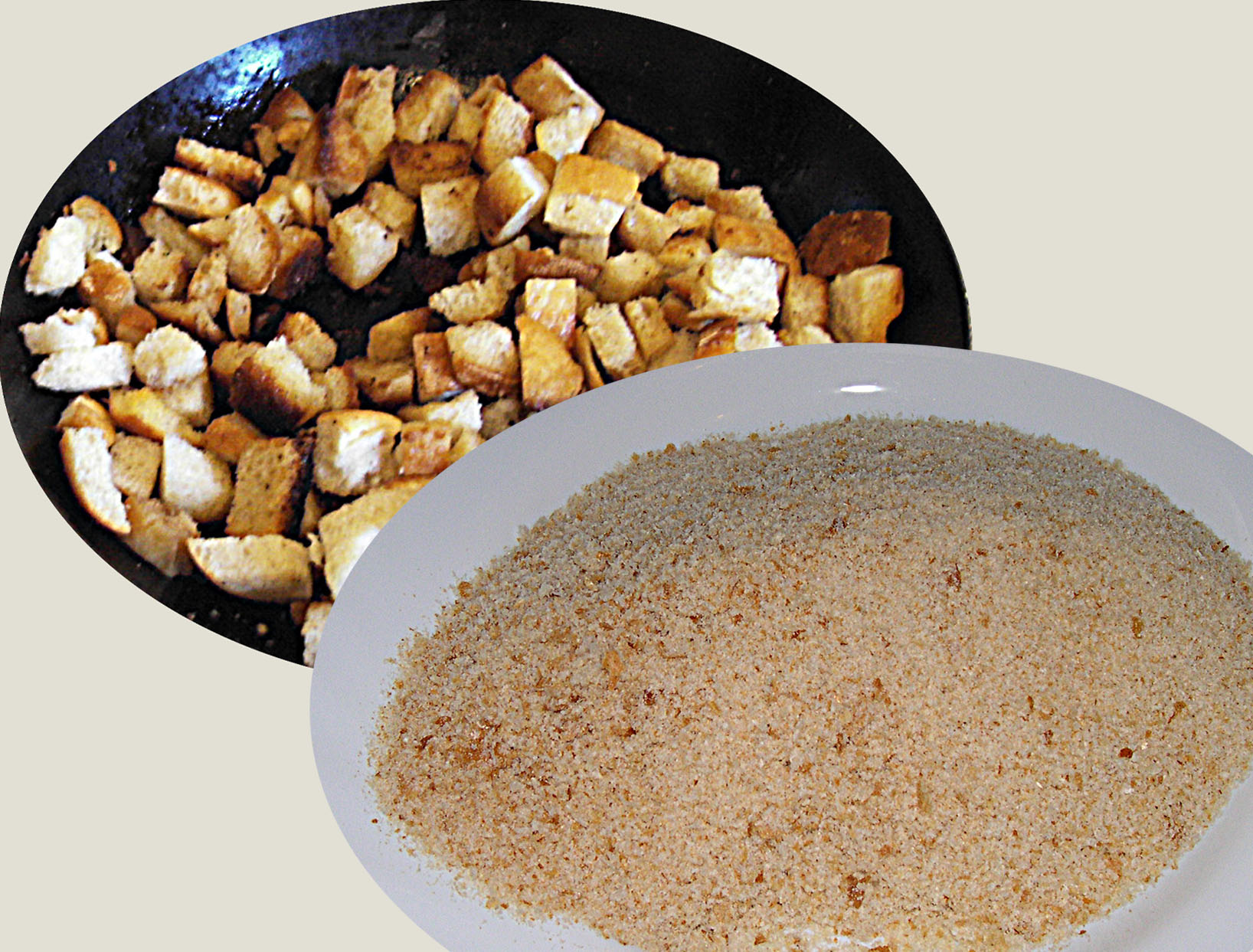
bánh mì khô và vụn bánh mì

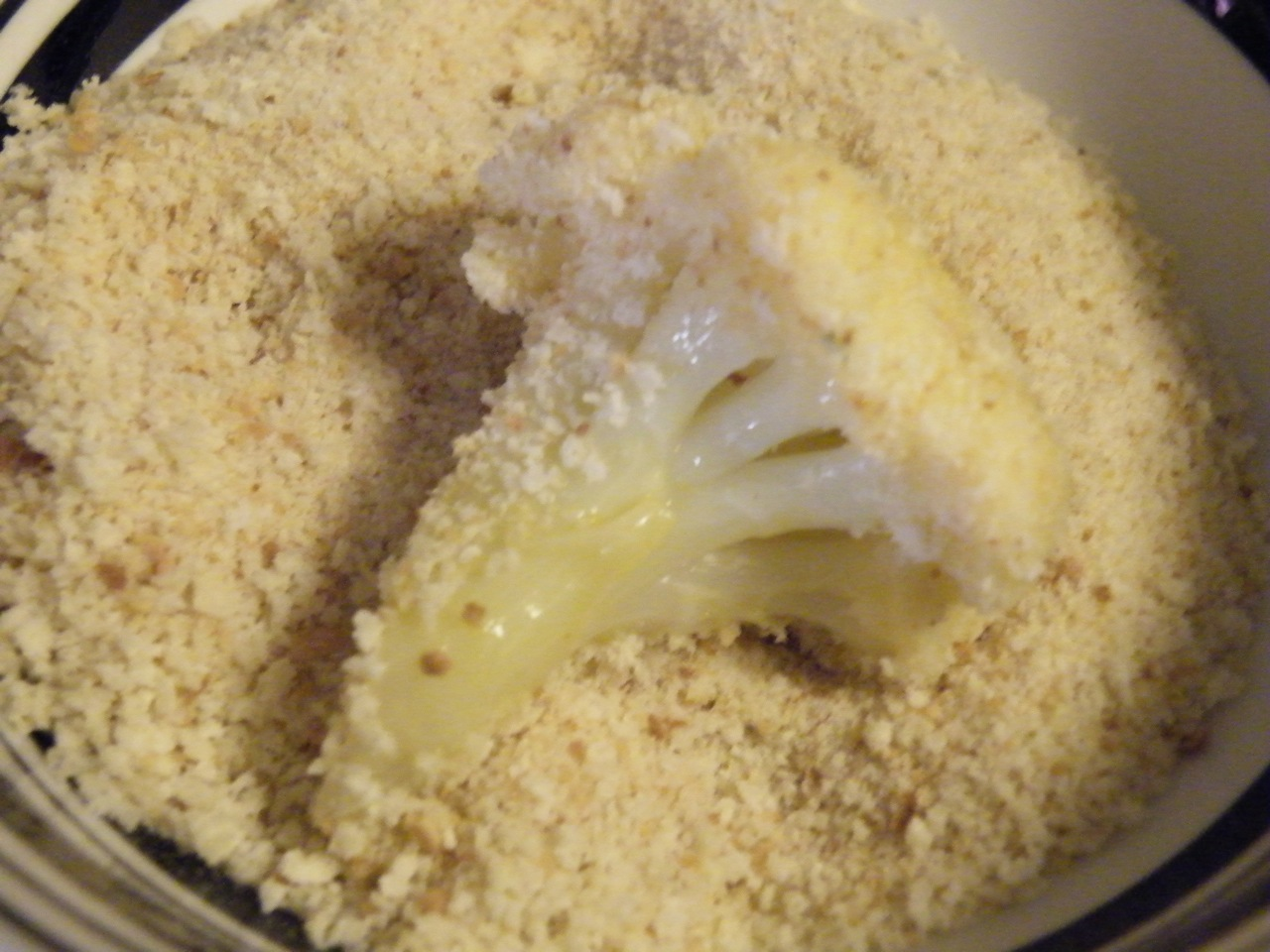
Súp lơ lăn bột bánh mì để chiên

Vụn bánh mì hay bột bánh mì, cốm bánh mì, bột chiên xù là các hạt vụn nhỏ của bánh mì khô (thường làm từ bột mì), được cọ xát hoặc nghiền, cạo, xay ra từ bánh mì, và được sử dụng để trộn thực phẩm hay để nhồi gia cầm, thịt viên và các loại thực phẩm tương tự hay để phủ bên ngoài, làm giòn cá chiên, vịt quay, các món chiên hoặc để làm chất dính. Được ghi trong sách dạy nấu ăn từ năm 1716.
Tuy nhiên, vụn bánh mì đôi khi cũng được dùng như là một thuật ngữ dùng để chỉ các kết cấu của phần mềm bên trong (ruột bánh mì) của một ổ bánh mì, để phân biệt với lớp vỏ, hoặc "da". Vụn bánh mì khô được làm từ bánh mì đã được nướng hoặc chiên rất khô để loại bỏ độ ẩm còn lại, và có thể có một kết cấu giống như cát hoặc bột. Vụn bánh mì có thể dễ dàng sản xuất bằng cách xay bột lát bánh mì trong một máy xay, hay cạo bằng một lưỡi dao mỏng.
Vụn bánh mì có thể được rang vàng với nhiều bơ trộn với nước ngọt, và được dùng như một thành phần phục vụ món ăn truyền thống của Ba Lan (Polonaise) như bổ sung phủ ngoài cho rau. Hoặc có thể làm từ cốm (Panko) như trong các nhà bếp Nhật Bản. Vụn bánh mì cũng được cung cấp như một sản phẩm hoàn thành được làm từ bột mì, muối, bột nổi, có thể thêm men, đậu nành và bột bắp, gia vị, hương vị hoặc các chất tăng cường hương vị.